# Keiichi Tsuchiya
Keiichi Tsuchiya (土屋圭市 Tsuchiya Keiichi?, Tōmi, Nagano; 30 de enero de 1956), apodado como Drift King (ドリキン Dorikin?), es un expiloto de automovilismo japonés. Fue ganador de clase en las 24 Horas de Le Mans de 1995 (GT2) y 1999 (LMGTP), y subcampeón de All Japan Grand Touring Car Championship (JGTC) en 2001.

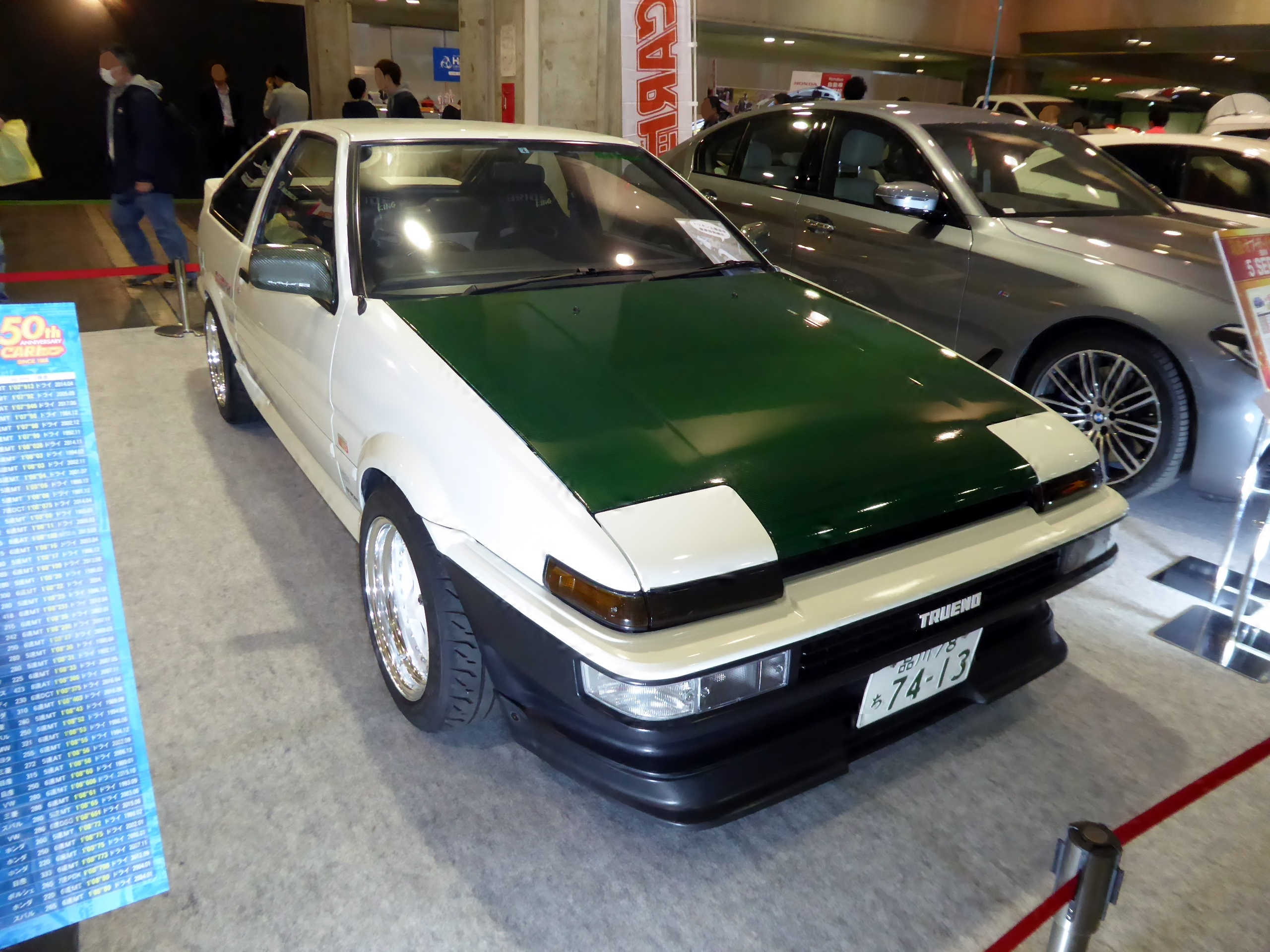
Toyota AE86 Sprinter Trueno que solía manejar Keiichi Tsuchiya.

Es principalmente conocido por su estilo no tradicional de drifting en competencias ajenas a esa disciplina, logrando popularizar dicho estilo de manejo en los deportes de motor.

## Carrera deportiva

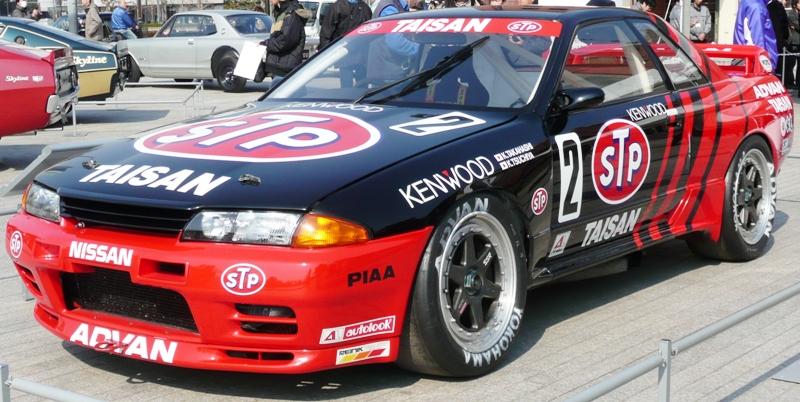
Nissan Skyline GT-R manejado por Tsuchiya en 1992.

Tsuchiya comenzó su carrera en 1977 en la Fuji Freshman. A diferencia de muchos pilotos que provenían de familias adineradas o con antecedentes en el automovilismo, Keiichi perfeccionó sus habilidades en carreras callejeras y se hizo conocido en la escena underground. Disputó varias carreras de Fórmula 3 Japonesa y del Campeonato Japonés de Turismos, manejando automóviles de grupo A, tales como un Ford Sierra RS Cosworth o un Nissan Skyline GT-R. También manejó coches de superturismos.
Cuando Tsuchiya comenzaba a correr en las carreras de circuito, estuvo a punto de que le suspendieran su licencia luego de haber grabado carreras ilegales para Pluspy. En la serie de películas Megalopolis Expressway Trial, aconsejó a los corredores callejeros que abandonaran el mundo de las carreras ilegales si querían dedicarse al automovilismo profesional.
Entre 1994 y 2000, participó en las 24 Horas de Le Mans en siete ocasiones, resultando ganador en su clase en 1995 y 1999. A su vez corrió en All Japan Grand Touring Car Championship en las clases GT1 (1994-1995) y GT500 (1996-2003), logrando tres victorias y como mejor resultado un subcampeonato en 2001. En 2003 anunció su retiro como piloto.

## Otras actividades
En 1995, fue comentarista invitado de Fórmula 1 en varias ocasiones para la señal japonesa Fuji Television.
Debido a su estilo de manejo, Tsuchiya fue la inspiración de la popular serie de manga y anime, Initial D, de la cual fue consultor y supervisor en las escenas de conducción y grabación de sonido de los coches. Hizo un cameo en dicho anime en el episodio 23, perteneciente al First Stage. En 2006, hizo un cameo no acreditado en la película The Fast and the Furious: Tokyo Drift, donde también fue supervisor en las escenas de riesgo.

## Resultados

### 24 Horas de Le Mans
| Año     | Equipo                                   | Copilotos                      | Automóvil              | Clase  | Vueltas | Pos. | Pos. Clase |
| ------- | ---------------------------------------- | ------------------------------ | ---------------------- | ------ | ------- | ---- | ---------- |
| 1994    | Kremer Honda Racing Team Kunimitsu       | Kunimitsu Takahashi Akira Iida | Honda NSX              | GT2    | 222     | 18.º | 9.º        |
| 1995    | Team Kunimitsu Honda                     | Kunimitsu Takahashi Akira Iida | Honda NSX              | GT2    | 275     | 8.º  | 1.º        |
| 1996    | Team Kunimitsu Honda                     | Kunimitsu Takahashi Akira Iida | Honda NSX              | GT2    | 305     | 16.º | 3.º        |
| 1997    | Team Lark McLaren Parabolica Motorsports | Akihiko Nakaya Gary Ayles      | McLaren F1 GTR         | GT1    | 88      | DNF  | DNF        |
| 1998    | Toyota Motorsports Toyota Team Europe    | Ukyō Katayama Toshio Suzuki    | Toyota GT-One          | GT1    | 326     | 9.º  | 8.º        |
| 1999    | Toyota Motorsports Toyota Team Europe    | Ukyō Katayama Toshio Suzuki    | Toyota GT-One          | LMGTP  | 364     | 2.º  | 1.º        |
| 2000    | TV Asahi Team Dragon                     | Akira Iida Masahiko Kondo      | Panoz LMP-1 Roadster-S | LMP900 | 330     | 8.º  | 7.º        |
| Fuente: |                                          |                                |                        |        |         |      |            |